# Gabriela Laperrière
Gabriela Laperrière de Coni (Pezens, 7 de marzo de 1861 - Buenos Aires, 8 de enero de 1907) fue una periodista, activista de la salud pública, socialista y feminista franco-argentina. Fundó el Centro Feminista Socialista del Partido Socialista Argentino y fue la primera mujer que trabajó en el comité ejecutivo del partido.
Fue una intelectual y pionera socialista que se dedicó a la causa de las mujeres trabajadoras en Argentina.

## Primeros años
Gabrielle de Laperrière nació en Pezens, Aude (Francia) en 1861. Hija de Louis Menjonnan de Laperriere y  Marie Thérèse Angele Habrard Letage, familias antiguamente nobles. Cursó la escuela primaria en un colegio religioso católico en su ciudad natal.
En su adolescencia, se fue a vivir con su familia a París. Se recibió de maestra y se dedicó al periodismo. Trabajó como redactora en dos diarios parisinos: L'Indépendant y Le Journal. Se casó en Burdeos con Henri Menjou en 1880, con cuyo apellido ella firmaría algunos de sus trabajos literarios (ver "Gabriela de Laperrière de Coni: de Burdeos a Buenos Aires" de Graciela Tejero Coni y Andrea Oliva, publicado en Buenos Aires, Editorial Cienflores, 2016).

## En Argentina[4]
En 1884, a los 23 años, conoció en París al médico higienista argentino Emilio R. Coni (1855-1928), que se encontraba en París participando de un congreso sobre salud pública. Ese mismo año, Laperrière emigró a Argentina con Coni. Gabriela de Laperriere emigró a Argentina con su primer marido Henri Menjou, con quien continuó en relación varios años después. Su hijo fue registrado con el apellido Menjou, y su padrino fue Emilio Ramón Coni. Esta información se encuentra en el texto de Graciela Tejero Coni y Andrea Oliva, publicado en Buenos Aires en 2016)  
El 6 de febrero de 1886 tuvieron en Buenos Aires a su único hijo, Emilio Ángel Coni, quien se recibiría de ingeniero agrónomo a los 19 años y sería asesinado en Buenos Aires el 4 de mayo de 1943)
En 1890 tradujo del español al francés y publicó en París la obra Painé y la dinastía de los zorros, de Estanislao Zeballos.
En 1891, Emilio Coni fue elegido presidente de la primera Comisión Directiva de la Sociedad Médica Argentina. En marzo de 1892 fue designado director de la Asistencia Pública a propuesta del Concejo Deliberante electo en la ciudad de Buenos Aires. Según las palabras del propio Coni:  "... las expresas declaraciones de la intendencia de que en el ejercicio de mis funciones el poder municipal está dispuesto a dejarme una completa libertad   de   acción,   como   también   a   prestarme   todo   el   concurso necesario  para  organizar  sobre  bases  sólidas  y  de  acuerdo  a  principios admitidos,   la   administración   sanitaria   y   la   asistencia   pública   de   la capital..." (Carta del 12 de marzo de 1892)
Fueron a vivir a la propia institución. Durante la gestión de Emilio Coni se editó una revista en la que Gabriela participó con varias publicaciones. "Entre  los  numerosos  artículos,  se  resalta Nounou (niñera)  que  fue  escrito  en  francés por  Gabriela  de  Laperrière —publicado  bajo  pseudónimo  Miriam— que  a  su  modo participaba  de  la  campaña  a  favor  de  la  lactancia  materna,  colocando  el  papel  de  las nodrizas  y  las  diferencias  de  clases  sociales,  en  su  estilo  de  denuncia  directa  hacia  las damas de la beneficencia".
En sus artículos e informes, Gabriela Laperrière denunciaba la corrupción de ese organismo, que tenía ya diez años de existencia, la desidia frente a las epidemias y venía presentando duras críticas a la administración y algunas prácticas de las damas de la Sociedad de Beneficencia (que era administrada indirectamente por la Iglesia católica).
La pareja se encontraba constantemente expuesta en su propia casa a una corriente de visitantes en busca de ayuda por parte de Emilio Coni, todos ellos relacionados con la salud, la vivienda, las condiciones de vida, los niños indigentes y el desempleo de hombres y mujeres. Incapaces de lidiar con esa situación, y ante la asunción de Miguel Cané como intendente, el matrimonio decidió irse a vivir a Francia. Además, Emilio Coni, hombre de carácter independiente y altivo, se sentía desalentado con su trabajo y la corrupción presente en los organismos municipales y provinciales. El paso por la Asistencia Pública los había dejado endeudados porque habían pagado salarios de su bolsillo; se sentían derrotados y por eso buscaron otro horizonte El 14 de abril de 1893, Coni renunció a la presidencia de la Sociedad Médica Argentina y a la dirección de la Asistencia Pública.
Sin embargo, los duros inviernos parisinos de 1893-1894 y de 1894-1895 afectaron la frágil salud de Gabriela Laperrière, por lo que en 1895 debieron volver a Buenos Aires, y Coni se reintegró a su trabajo de médico.
A fines de 1895, de regreso al país, Emilio Coni, de 41 años, tuvo un ataque cerebrovascular que lo dejó postrado, hemipléjico durante varios meses. En ese tiempo Gabriela Laperrière respondió a las solicitudes que le llegaban a Coni.
En 1899, cuando su hijo tenía ya trece años, se casaron en Buenos Aires.
La actividad pública de Gabriela Laperrière comenzó en 1901, con la agitación provocada por la inminente guerra con Chile. Emilio Coni tenía que participar en un congreso médico que tendría lugar en enero de 1901 en Santiago de Chile. Para llegar allí tendría que cruzar la cordillera de los Andes (el paso principal se encuentra en las postrimerías del cerro Aconcagua, de 6998 m, el más alto del continente americano). El médico de Gabriela Laperrière le desaconsejó este viaje, porque constituiría un peligro para su dolencia cardíaca, manifestada ya en París seis años antes. Pero Laperrière estaba invitada a realizar una conferencia en el Teatro Municipal de Santiago, en la que aprovecharía para dirigirse a las esposas y a las madres de los gobernantes chilenos civiles y militares presentes, apelando a su condición de mujeres opuestas a la guerra. Finalmente decidió realizar esa travesía de la cordillera ida y vuelta, y la conferencia fue un éxito. Su fuerte acento francés ayudaba a que las élites chilenas dieran crédito a sus ideas:

Si desgraciadas circunstancias acercaran mañana una guerra, tendríamos todos que pagar el mismo tributo; tributo que no se paga en oro sino en esta otra moneda mucho más preciada, acuñada a semejanza propia durante el lento trabajo de nuestras entrañas; moneda muy querida, cautelosamente guardada pues nos ha costado mucho y nos costará aún mucho, hasta que la muerte cierre nuestros ojos.
Gabriela Laperrière (Santiago de Chile, enero de 1901)

En abril de 1901 repitió esa conferencia en Buenos Aires, donde propuso la creación de una Liga Americana de Mujeres para la Paz y el Progreso.
Ese año (1901) se fundó en Buenos Aires la Liga Argentina contra la Tuberculosis, cuyo primer presidente fue Samuel Gache, y en la cual tuvieron activa participación Gabriela Laperrière y su esposo, Emilio R. Coni. Gracias a la actividad de la Liga, en 1902, la Municipalidad de la Ciudad de Buenos Aires promulgó la Ordenanza de Profilaxis General de la Tuberculosis, que establecía medidas destinadas a evitar la propagación de la enfermedad. La preocupación por la salud y la alimentación se evidenciaba también en su tarea educativa realizada en la Liga Argentina de Lucha contra la Tuberculosis. A esa institución le hizo llegar una de sus propuestas para crear cocinas populares.

En el desempeño de mis funciones como inspectora, he podido comprobar a la salida del mediodía de los talleres, cuan defectuosa es la manera de alimentarse de gran número de nuestras obreras y niños menores.
Gabriela Laperrière

El acceso a los servicios urbanos se evidencia como otro factor de preocupación sobre la vida cotidiana. Los contrastes entre la ciudad que se vanagloria del desarrollo de la infraestructura y equipamiento urbano se contrasta con los barrios que habitan quienes viven inclusive de los desechos. En febrero de 1902 decía:

De este lado: electricidad bajo sus diversas formas, pavimentación lisa, provisión de agua y cloacas; y del otro lado: pantanos, humo infecto y acre de la quema, olores pestíferos de las graserías, curtiembres, porquerizas y mataderos.
Gabriela Laperrière

Presenciar las condiciones de indigencia la conmueven y perturba su forma de vida.

De repente, delante de esa procesión de miserables, mi vestido, sin embargo sencillo, paréceme insolente, mis guantes queman mis manos, el abanico pesa como plomo en mis dedos, cierro mi sombrilla: tengo vergüenza.
Gabriela Laperrière

A mediados de 1901 publicó en París una novela autobiográfica en francés, La fleur de l’air (roman argentin), que había escrito a lo largo de los últimos años: describía a la clase política argentina desde la Revolución Radical de 1890 en adelante; sus personajes eran los principales actores del panorama político de Buenos Aires de la época, disimulados bajo nombres supuestos, aunque fácilmente identificables para sus contemporáneos y para los estudiosos del período. Constituye una novela autobiográfica, escrita en una clave accesible para el público culto. Trataba acerca de «los esfuerzos de una mujer para ayudar a los niños enfermos».
A fines de 1901 ingresó en el Partido Socialista, y empezó a colaborar con notas para La Vanguardia, periódico vocero del partido. Dirigió su actuación a luchar por la promulgación de una ley que protegiera a las mujeres y a los menores en las fábricas, y a perseguir el cumplimiento de las escasas ordenanzas municipales existentes, que regulaban solo algunos aspectos edilicios y de higiene de los talleres y fábricas porteñas.
Publicó el relato El barrio de las ranas (1901), que cuenta la historia de una familia de la Quema, en el “Ferrocarril de las Basuras”, y de un exguardabarrera tísico.

### Inspectora de fábricas
El 24 de agosto de 1901, el intendente municipal de la Ciudad de Buenos Aires, A. Bullrich, emitió un decreto donde propuso «una recolección de datos que han de servir al Honorable Congreso para establecer la legislación respectiva y dictar las leyes protectoras para el trabajo de las mujeres y niños en los establecimientos industriales». Como fundamento indicó «velar sobre la salud y bienestar de las clases trabajadoras, contribuyendo al mejoramiento higiénico de su habitación y demás condiciones de vida».
En el artículo primero nombró (¡ad honórem!) a la Sra. Gabriela L. de Coni inspectora de los establecimientos industriales del municipio que ocuparan mujeres y niños. Debido a que consideraba que ella había dispensado un «marcado interés a las cuestiones sobre protección de las clases trabajadoras».

Fue la primera que entre nosotros abordó de manera práctica la legislación del trabajo, o en otros términos, la que plantó el primer jalón en tan trascendental cuestión que dio origen más tarde a la creación del Departamento Nacional del Trabajo y demás leyes obreras sancionadas por el Congreso Nacional.
Emilio R. Coni (esposo de Gabriela Laperrière)

Durante esta misión realizó una gira sistemática por los barrios del sur. Quedó horrorizada por las inhumanas condiciones de vida, la falta de instalaciones para la higiene, la alimentación y la salud, la mala alimentación, la falta de electricidad, la pobreza extrema y muchas más miserias.
Su tarea no tenía el respaldo del poder político para las funciones que desempeñaba en relación con los lugares de trabajo. En un artículo en La Nación contó lo que le ocurrió cuando, al no dejarla ingresar a un taller textil, regresó acompañada por un inspector municipal varón:

Esta vez, en vez del bulldog que nos recibió la primera vez, vimos un ángel vestido de joven, con rosa en el ojal y en las mejillas, que ―ruborizándose cual virgen, con voz suave― nos dijo ser imposible la inspección ese día. ¡Pobre inspector municipal! Tenía yo más ganas de reír de su situación, que de la mía. Para mitigar la afrenta, el joven, hijo del patrón, añadió que volviésemos otro día, pero avisando siempre de antemano el día y hora.
En aquel momento esa fábrica, que ocupa a más de mil obreros, trabajaba para el ejército. Era época álgida con Chile, y se hubiera podido creer en algún secreto de fabricación que se debía guardar. Pero no eran armas las que elaboraban sino calzoncillos. Y como cada cual saca la altanería de donde puede, de la confección de esas prendas íntimas sacaba la suya el protegido del gobierno, no recibiendo a dos empleados públicos.
Gabriela Laperrière

En ese artículo, publicado en 1903, Gabriela denunció al político Joaquín V. González, que se escudaba en la falta de datos para no presentar una propuesta sobre legislación laboral.
Como fruto de la experiencia obtenida en el desempeño de este cargo, redactó un informe de cuatro partes con las conclusiones de su investigación y además planteó una propuesta para promulgar leyes laborales que dieran lugar a la protección de las mujeres y los niños.

Solo 105 patrones nos dejaron visitar sus establecimientos por «pura cortesía», confiando quizás en nuestra impericia. Retribuimos mal la complacencia, es cierto, por tratarse estos de intereses muy superiores a ella.
Gabriela Laperrière

Este Proyecto de Ley de Protección del Trabajo de las Mujeres y los Niños en las Fábricas constituyó el antecedente directo de la pionera Ley 5.291, que fue promulgada recién en 1907, después de su muerte, por iniciativa de Alfredo L. Palacios, primer diputado socialista de América.
Producto de sus investigaciones sobre condiciones de trabajo, escribió varias monografías, entre ellas: La mujer y el niño en la fábrica, Causas de la tuberculosis en la mujer y el niño obreros en la Argentina, El descanso de las domésticas, Accidentes de trabajo, Higiene industrial y reglamentación del trabajo en las fábricas, El descanso dominical. Su interés no era pasivo, no solo escribía sino que se involucraba en forma militante en estos temas, al mismo tiempo que elaboraba planes para solucionarlos.
Gabriela Laperrière escribió diversos proyectos de propaganda y divulgación, entre ellos, La higiene en los lavaderos de Buenos Aires, Causas de la tuberculosis en la mujer y el niño obreros, Cocinas populares, Higiene industrial (elaborado sobre sus inspecciones en las manufacturas de tabacos), A las obreras, y un importante número de artículos, comentarios, notas, tanto en órganos de prensa partidarios como en diarios y revistas de la más diversa índole, desde los Anales de la Sociedad Científica Argentina hasta diferentes entregas del Almanaque Socialista. Su obra política, doctrinaria y propagandística está estrechamente relacionada con su acción política y sindical. Toda esa obra se encuentra dispersa en diarios y revistas de la época.
El 19 de abril de 1902, Gabriela Laperriére, junto con Raquel Mesina y las tres hermanas Adela Chertkoff de Dickmann, Mariana Chertkoff de Justo y Fenia Chertkoff de Repetto, fundaron el Centro Socialista Femenino.
El 18 de noviembre de 1903 publicó un artículo en el diario La Nación (Buenos Aires) donde llamaba la atención sobre la situación imperante y denunció la actitud de los funcionarios y patrones acerca de los inspectores de fábricas y la necesidad de una ley nacional. La autora desnudó los argumentos tanto del ministro Dr. Joaquín V. González como del Departamento de Higiene, acerca de que no se podía legislar al efecto debido a la falta de datos en cuanto las condiciones de trabajo industrial en la Argentina.
Después de esta evaluación, puso en marcha programas de rehabilitación como el suministro de raciones de alimentos, establecer guarderías en los lugares de trabajo para que las obreras pudieran amamantar a sus bebés, y un mejor acceso a servicios urbanos y a la vivienda. Siguió visitando fábricas y denunciando sobre la dura actitud de sus propietarios en el tratamiento de sus empleados, que recibió la atención del público a través de sus notas en los diarios de Buenos Aires.

### Teatro
La prensa de la época también da noticias de un drama en cuatro actos escrito por ella, titulado Triunfando, que seguramente nunca fue publicado, acerca de la lucha de las obreras alpargateras de un establecimiento fabril del barrio de Barracas (en el sur de la ciudad de Buenos Aires). Por las fuentes de la época sabemos que fue puesto en escena en diversas organizaciones sindicales y femeninas, pero no se ha encontrado ningún ejemplar de esa obra.

### Primera dirigente socialista
Laperrière fue la primera mujer que habló en actos socialistas, participando en 1904 de la campaña del Dr. Alfredo Palacios. Pero también no le fue ajena la militancia gremial, participando activamente en comités de huelga. Ese año (1904) contribuyó a formar la Unión Gremial Femenina. La acompañaban otras mujeres socialistas, como Raquel Camaña, Carolina Guglielmetti, Ernestina López y las hermanas Chertkoff, entre otras.
Su contacto con las organizaciones obreras femeninas ―como la Unión Gremial Femenina, diferentes sociedades obreras por oficio, las modistas de la provincia de Córdoba o las alpargateras de Barracas―, la vincula estrechamente a las luchas del movimiento obrero. Las trabajadoras de Barracas la propusieron como representante en las discusiones que llevaban a cabo con los patrones, para la obtención de aumentos de salario y mejoras en las condiciones de trabajo.
En el pensamiento de Gabriela Laperrière, como en algunas corrientes dentro del pensamiento socialista, la defensa de la mujer como obrera y como madre se subordina a la defensa de la familia proletaria, y estas posiciones se van acentuando en sus últimos escritos. El trabajo de la mujer, que en algunos casos era un indicador del éxito alcanzado en la tarea de la emancipación femenina, bajo otro punto de vista constituía la causa del debilitamiento de sus reservas físicas, necesarias para el mantenimiento y reproducción de la familia obrera. Por otro lado, si el trabajo de la mujer era imprescindible para el mantenimiento de la familia, más que un símbolo de liberación, el hecho se interpretaba como síntoma de la insuficiencia del salario masculino y, finalmente, se consideraba como un elemento más de la opresión capitalista sobre la familia obrera.
Mientras desarrollaba esta tarea sindical, Gabriela Laperrière ocupaba también puestos relevantes en la estructura partidaria del socialismo, y llegó a convertirse en miembro del Comité Ejecutivo Nacional del Partido Socialista. La «mitología» partidaria la consigna como la primera mujer que habló en una campaña electoral, e incluso habría contribuido al triunfo del Dr. Alfredo L. Palacios.

Fue la primera mujer en ocupar un cargo directivo en un partido político argentino, la primera dirigente partidaria reconocida.
M. Deleis, R. de Titto y D. L. Arguindeguy: Mujeres en la política argentina. Buenos Aires: Aguilar, 2001

### Viraje hacia el sindicalismo
Gradualmente Gabriela Laperrière empezó a alejarse del Partido Socialista porque consideraba que la lucha sindical era más importante que la política. En 1905 se dio un arduo debate para posicionar al Partido Socialista en las luchas obreras, Gabriela impulsó junto a otros dirigentes la adhesión a la huelga general, oponiéndose a los principales miembros del comité que planteaban moderación. Esos debates llevaron a que el congreso partidario de 1906 votara una resolución donde solicita a todo el grupo opositor que abandone el partido.
Tal vez como fruto de su estrecho contacto con las obreras, Gabriela Laperrière comenzó a encontrar insatisfactoria la lucha parlamentaria que constituye el eje de lucha del PS. Las páginas de La Vanguardia dan cuenta de la evolución de su pensamiento hacia las posiciones del sindicalismo revolucionario. En 1905 planteó públicamente las dudas que le originaba la estrategia partidaria, centrada en la lucha por la obtención de un mayor número de representantes en el Parlamento:

Presentimos errores en nuestro partido, pero ¿cuáles? Un vago temor se apodera del que piensa. [...] Para el proletariado, la lucha parlamentaria tan cortés, tan burguesa, tan desigual como número, tan desalentadora como resultado, la impulsa a llevar su lucha de clase a otro terreno.
Gabriela Laperrière

Este proceso de crítica interna, culmina en el Congreso de Junín, en el que invita a los simpatizantes sindicalistas a hacer «rancho aparte». Junto con otras destacadas figuras partidarias, Gabriela Laperrière encabeza el grupo de las fraccionistas. Comienza a colaborar en el periódico La Acción Sindicalista, órgano de esta tendencia, y continúa colaborando en las diversas acciones obreras del período.

Gabriela Laperrière era una mujer muy inteligente, que sin duda creía que los socialistas no iban lo bastante ligero y entonces se inclinó más hacia el sindicalismo. Porque ya que había que elevar a la clase trabajadora, había que meterse dentro de la clase trabajadora para servir a su elevación. Y murió, desgraciadamente, joven.
Alicia Moreau

## Muerte
Falleció el 8 de enero de 1907, a los 40 años de edad, debido a una dolencia cardíaca que traía desde su juventud.
Ese mismo año (1907) se publicó una serie de cuentos sobre niños en idioma francés, titulada Ames d’enfants. Después sería traducida al español y editada bajo el título Alma de niño.

### Plaza Gabriela Laperrière
En Puerto Madero (barrio de Buenos Aires) hay una plaza que lleva su nombre.